# Michael Dudikoff

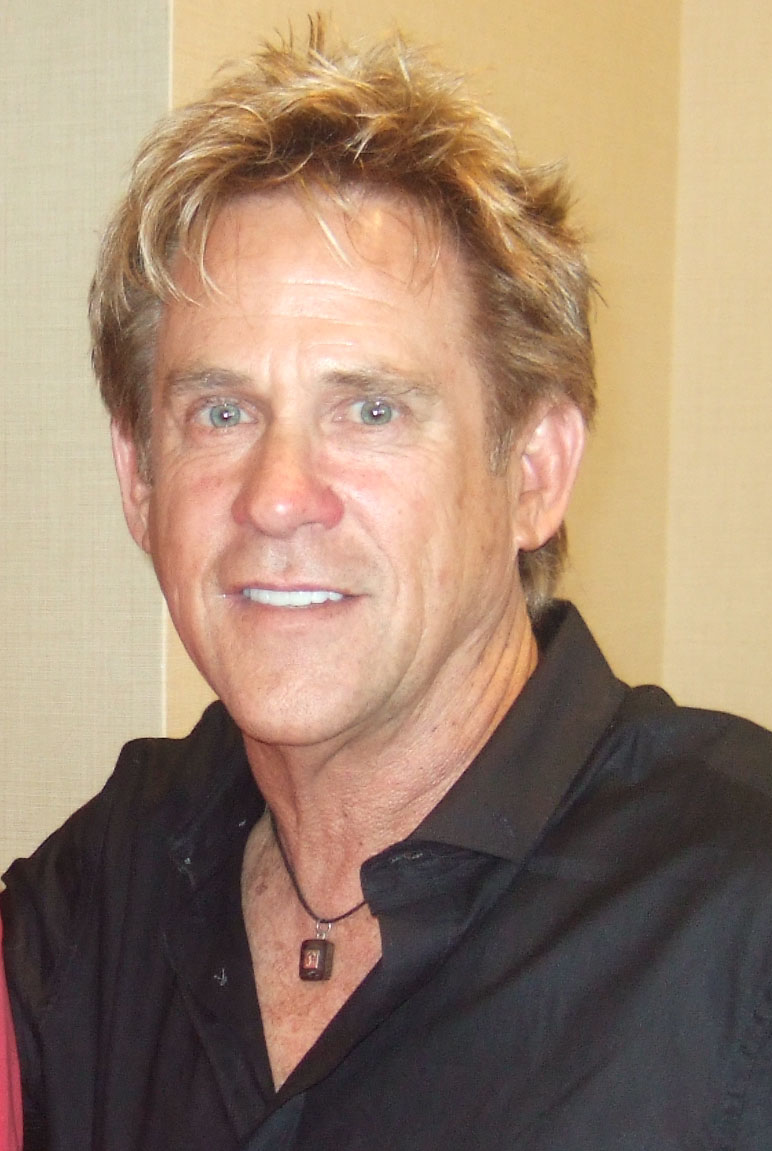
Michael Dudikoff (2013)

Michael Joseph Stephen Dudikoff (* 8. Oktober 1954 in Redondo Beach, Kalifornien) ist ein US-amerikanischer Schauspieler, der vor allem mit seinen Auftritten in etlichen B-Filmen, vorwiegend aus dem Bereich Action und Thriller, Kultstatus erlangte.

## Leben
Dudikoff, Sohn eines russischen Balalaika-Virtuosen, studierte Kinderpsychologie auf dem Harbor-College. Seine Karriere startete er als Model, doch als sich ihm 1978 eine Nebenrolle in der Fernsehserie Dallas anbot, konzentrierte er sich stärker auf das Filmgeschäft. Er war noch in der Fernsehserie Happy Days zu sehen, bevor er 1980 seine erste Filmrolle in dem Film The Black Marble erhielt. Weitere Filmauftritte folgten. Sein Durchbruch gelang ihm schließlich Mitte der 1980er Jahre bei Cannon Films in der Hauptrolle des Einzelkämpfers Joe Armstrong in dem Actionstreifen American Fighter (1985) sowie in den Fortsetzungen American Fighter II – Der Auftrag und American Fighter 4 – Die Vernichtung. In Air America (1990) spielte er neben Mel Gibson und Robert Downey Jr. eine Nebenrolle. In der Folge wirkte er vorwiegend in Low-Budget-Produktionen wie Radioactive Dreams, Platoon Leader und Soldier Boyz mit, von denen mehrere auch von Cannon Films produziert wurden. Die Fernsehserie Cobra mit Dudikoff in der Hauptrolle wurde 1993 nach einer Staffel eingestellt. Häufig drehte er mit dem Regisseur Fred Olen Ray.
Nach dem Film Stranded – Operation Weltraum aus dem Jahr 2002 trat Dudikoff rund zehn Jahre nicht als Schauspieler in Erscheinung.
Michael Dudikoff ist Vater einer Tochter, die jedoch bei der von ihm getrennt lebenden Mutter aufwuchs, und eines Sohnes. Er spricht etwas Russisch.

## Filmografie (Auswahl)
- 1978: Dallas (Fernsehserie, Folge 2x11 Triangle)
- 1979, 1980: Happy Days (Fernsehserie, 2 Folgen)
- 1980: Hollywood Cops (The Black Marble)
- 1981: Angst (Bloody Birthday)
- 1982: Making Love
- 1982: Eigentlich wollte ich zum Film (I Ought to Be in Pictures)
- 1982: Tron
- 1983: Die verwegenen Sieben (Uncommon Valor)
- 1984: Bachelor Party
- 1985: American Fighter (American Ninja)
- 1986: Radioactive Dreams
- 1986: Night Hunter (Avenging Force)
- 1986: Fackeln im Sturm (North and South)
- 1987: American Fighter II – Der Auftrag (American Ninja 2: The Confrontation)
- 1988: Platoon Leader – Der Krieg kennt keine Helden (Platoon Leader)
- 1989: River of Death – Fluß des Grauens (River of Death)
- 1990: Air America
- 1990: American Fighter 4 – Die Vernichtung (American Ninja 4: The Annihilation)
- 1990: Midnight Ride
- 1991: Nackte Sünde (The Woman Who Sinned)
- 1992: Marine Fighter (The Human Shield)
- 1992: Street Hunter – Eine gnadenlose Jagd (Rescue Me)
- 1993–1994: Cobra (Fernsehserie)
- 1994: Chain of Command
- 1995: Cyberjack
- 1995: Soldier Boyz
- 1996: Der Kopfgeldjäger (Moving Target)
- 1996: Outgun – Die Kopfgeldjäger (Bounty Hunters)
- 1996: Hardball – Die Kopfgeldjäger 2 (Bounty Hunters 2)
- 1997: Executive Command – In einsamer Mission (Strategic Command)
- 1997: The Shooter – Der Scharfschütze (The Shooter)
- 1997: Crash Dive
- 1998: Freedom Strike – Ein tödlicher Auftrag (Freedom Strike)
- 1998: Black Thunder – Die Welt am Abgrund (Black Thunder)
- 1998: Ringmaster
- 1998: Perfect Deal
- 1999: Total Defense
- 1999: Crash Dive II
- 1999: Fugitive Mind – Der Weg ins Jenseits (Fugutive Mind)
- 1999: Silencer – Lautlose Killer (The Silencer)
- 2001: Deadly Blaze (Ablaze)
- 2001: Quicksand – Tödliche Gefahr (Quicksand)
- 2002: Gale Force – Don’t Mess with Mother Nature (Gale Force)
- 2002: Stranded – Operation Weltraum (Stranded)
- 2015: The Bouncer
- 2015: Navy Seals vs. Zombies
- 2018: Fury of the Fist and the Golden Fleece